# Ringette
Ringette (engelska: ringette, franska: ringuette) är en issport, från början skapad för flickor, som spelas på en ishockeyrink. Den introducerades 1963 av kanadensaren Sam Jacks som ett alternativ till ishockey för flickor. Spelet utövas i länder som Kanada, Finland, USA, Tjeckien och Sverige. Flest antal utövare finns i Kanada, som har över 50 000 spelare.

## Historia
Kanadensaren Sam Jacks började en dag fundera på vad flickorna egentligen gjorde medan pojkarna spelade ishockey. Det här var i början av 1960-talet, i Kanada, och flickor fick inte spela hockey på den tiden. Jacks upptäckte att flickorna stod vid sidan om, men också att de var sugna på att spela själva. Därför utvecklade han en särskild issport bara för flickor – ringette (franska för "liten ring").
Reglerna lånade Jacks från flera olika sporter, framför allt från basket. I dag är ringette en stor sport i Kanada, med cirka 40 000 spelare. Även Finland är en stor ringettenation, med 5 000 spelare. Världsmästerskapet i ringette spelades första gången 1990.

### Ringette till Sverige
Till Sverige kom ringette i början av 1980-talet, och den första klubben var Ulriksdals sportklubb i Solna. Idag finns ett fungerande seriespel på flick-, ungdoms-, junior- och damlagsnivå. De flesta lagen finns i Mälardalsområdet. Det svenska ringettelandslaget har representerat Sverige i flera världsmästerskap.
I Sverige organiseras ringette genom Svenska Ringetteförbundet som bildades 1994 och sedan 2003 är associerad medlem av Riksidrottsförbundet. Svenska Ringetteförbundet arrangerade VM i ringette åren 1996 och 2004.

## Regler
Ringette kallas av många för en ishockeyliknande sport, och visst finns det likheter. Det spelas på en ishockeyrink (dock med fler linjer), man är lika många spelare på isen, använder samma mål och utespelarna och målvakten har i stort sett samma utrustning, men när man kommer till spelet, då försvinner likheterna.
Ringette är ett snabbt spel och mer tekniskt med mycket koordination och samspel. Spelarna får stor skridskoskicklighet som hela tiden utnyttjas i spelet. Spelarnas redskap är en klubba utan blad och "pucken" är en 16,5 cm stor luftfylld blå gummiring.
Ringette är en lagsport och reglerna bygger på samarbete inom laget över hela spelplanen. Ingen ensam spelare kan alltså åka igenom och göra mål. Ett lag består vanligtvis av mellan elva och sjutton spelare, varav sex är på isen samtidigt (en målvakt, två backar, en center och två anfallare).
Spelplanen är uppdelad i tre delar, försvarszon, mittzon och anfallszon, där blålinjerna skiljer dem åt. Över varje blålinje måste ringen passas, en linje i taget. I varje anfalls-/försvarzon finns också en så kallad inre zon, som avgränsas med en tunn linje, ringettelinjen, som går utanför avslagscirklarna. I den inre zonen får det endast vara tre utespelare från varje lag, samt målvakten.
Vid matchstart är det hemmalaget som börjar med ringen i mittcirkeln (nästa period börjar bortalaget osv.). Vid avslag i cirklarna får bara en spelare, från det laget som ska börja med ringen, vara inne i avslagscirkeln. Denna spelare måste hålla sig på sin sida om mittlinjen inne i cirkeln och passa ut ringen till en annan spelare inom 5 sekunder efter det att domaren blåst igång spelet. Om någon av dessa regler inte följs, går avslaget över till motståndarlaget. Vid spelavbrott är det ett av lagen som tilldöms ringen. Det laget får då börja i en av avslagscirklarna eller så får lagets målvakt kasta ut ringen, dvs. sätta ringen i spel. Om det är målvakten som börjar med ringen har hon fem sekunder på sig att kasta ut den. Det gäller även efter skott mot mål, då ringen ligger i målgården. Målgården är målvaktens "revir" och förbjudet område för utespelarna. Utanför målgården får målvakten endast använda klubban och inte blockera ringen.
Alla spelare, även ringföraren, har skyldighet att undvika kroppskontakt med motspelarna. Då tempot är högt och spelet koncentrerat till små ytor går det inte alltid att helt undvika kroppskontakt. Om domaren då gör bedömningen att spelaren inte försökt undvika kontakten och därigenom vunnit fördel i spelet kan spelaren bli utvisad.
För att höja tempot i spelet och öka antalet målchanser används i åldrarna ungdom, junior och dam en "skottklocka". Skottklockan rullar från 30 sekunder nedåt parallellt med matchklockan. Vid skott på mål eller ändrat innehav startas klockan om med 30 nya sekunder. Löper tiden ut tillfaller ringen det andra laget.
Sporten är störst i Finland och Kanada, men den spelas även i Sverige, USA, Tjeckien och Indien

### Utrustning
För godkänt spel används ringetteklubba, ring, speciella ringettebyxor samt skyddsutrustning.
Frågan om vilka skydd som ska användas handlar i första hand om spelarnas säkerhet. Den handlar också om att försäkringar ska gälla om olyckan är framme. Enligt Svenska Ringetteförbundets regler för matchspel är följande utrustning obligatorisk:
- För utespelare: skridskor, ringetteklubba, godkänd hjälm med galler, halsskydd, armbågsskydd, handskar, gördel, suspensoar (finns särskild för tjejer), benskydd, axelskydd
- För målvakt: skridskor, målvaktsklubba, handskar (exempelvis stöt- och plockhandske), kombinat (skydd för axlar, armar, bröst), målvaktsbenskydd

#### Ringetteklubban
Ringette-klubban saknar blad och har en specialutformad spets. Lagom längd på klubban är i brösthöjd på spelaren när hon står utan skridskor. Klubborna tillverkas i Finland och Kanada.

#### Ringettebyxor
Ringette-byxorna är fotlånga och förstärkta med skydd för njurar, lår och ben. Benen är vida så att byxorna ska sitta bra utanpå benskydden. Ringette-byxorna tillverkas i Finland eller Kanada men kan beställas via en välsorterad sportaffär.

#### Ringetteringen
Ringen är gjord av gummi. Den är luftfylld och har en diameter på 16,5 cm.

## Världsmästerskap
Världsmästerskap i ringette har avgjorts sedan 1990, arrangerat av Internationell Ringette Federation (IRF). 1996 och 2004 var Sverige värld för mästerskapet. Mest framgångsrika lag är Finland (nio VM-guld) och Kanada (fyra guld, till och med 2010). Den första svenska VM-medaljen (ett brons) erövrades 2007, då arrangemanget hölls i kanadensiska Ottawa.

### Sveriges VM-trupp 2007
Världsmästerskapet 2007 i ringette spelades 30 oktober–3 november i Ottawa i Kanada. Sveriges landslag tog brons i turneringen.
Spelare:
- Björling Linda - Ulriksdals SK
- Boman Hannah, MV - Kista HC Ringette
- Fluch Caroline, C - Segeltorps IF
- Hallerth Ellen - Sollentuna HC
- Hjelmström Julia - Segeltorps IF
- Hörberg Sofia - Sollentuna HC
- Jalenius Elina - Ulriksdals SK
- Laine Emma-Lotta - Segeltorps IF
- Linse Matilda - Sollentuna HC
- Lundgren Sofia, A - Sollentuna HC
- Mullo Ida-Maria, A - Kista HC Ringette
- Näsström Anna - Sollentuna HC
- Sundström Ida - Sollentuna HC
- Viberth Anna - Ulriksdals SK
- Yrjölä Jonna - Sollentuna HC
- Öberg Ida - Sollentuna HC

Landslagsledning:
- Boman Pekka - Manager
- Kallio Tuomas - Huvudcoach
- Runolf Jimmy - Coach
- Näsström Ulf - Materialare
- Andersson Katrin - Materialare

### Sveriges VM-trupp 2013
Världsmästerskapet i ringette spelades 29/12–4/1 2013/2014 i North Bay i Kanada.
Spelare:
- Linnea Ulfheden - Ulriksdals SK
- Olivia Blomquist - Ulriksdals SK
- Cecilia Andersson - Canada
- Daniella Ramel - Ulriksdals SK
- Jessica Alakärppä - Turun ringette
- My Nilsson - Järna SK
- Olivia Hörvallius - Järna SK
- Angeliqa Rosenqvist Ehn - Ulriksdals SK
- Rebecca Gustafson - Ulriksdals SK
- Sofia Pettersson - Sollentuna HC
- Maja Bjersbo - Ulriksdals SK
- Anna Norrbom - Ulriksdals SK
- Jessika Runolf - Sollentuna HC
- Linda Björling - Ulriksdals SK
- Sara Klint - Ulriksdals SK
- Anna Wallier - Sollentuna HC
- Sarah Esmail - Canada

Landslagsledning:
- Anna Gellner - Huvudcoach
- Lars Jonsson - Coach
- Charolina Gustafsson - Lagledare
- Sofia Hörberg - Materialare

### Sveriges VM-trupp 2010
Världsmästerskapet 2010 spelades 1–6 november i Tammerfors, Finland. Sveriges landslag kom på fjärdeplats i turneringen.
Spelare:
- Linnea Ulfheden - Sollentuna HC
- Daniella Ramel - Ulriksdals SK
- Jessica Alakärppä - Turun ringette
- Anna Näsström - Kista HC
- Anna Viberth - Ulriksdals SK
- Frida Gauw - Ulriksdals SK
- Rebecca Gustafson - Ulriksdals SK
- Rosanna Joners - Sollentuna HC
- Elina Jalenius - Ulriksdals SK
- Anna Norrbom - Ulriksdals SK
- Patricia Alakärppä - Turun ringette
- Angelica Holmberg - Ulriksdals SK
- Annela Bäckström - Järna SK
- Jessika Runolf - Sollentuna HC
- Linda Björling - Ulriksdals SK
- Anna Öberg - Sollentuna HC

Landslagsledning:
- Dennis Gauw - Huvudcoach
- Lars Jonsson - Huvudcoach
- Anna Gellner - Sjukvård/Lagledare
- Sofia Hörberg - Materialare